# The X Factour
The X Factour bylo koncertní turné britské heavymetalové skupiny Iron Maiden. Šlo o vůbec první koncertní turné skupiny s jejím novým zpěvákem Blazem Bayleym, který ve skupině nahradil předchozího zpěváka Bruce Dickinsona. Šlo o turné na podporu jejich alba The X Factor. Zahájeno bylo 28. září 1995 v Jeruzalémě, kde skupina vystoupila vůbec poprvé ve své kariéře a skončilo 7. září 1996 v Monterrey v Mexiku. Několik koncertů bylo pro špatný Bayleyův hlas zrušeno.

## Koncerty
| Datum           | Město                     | Stát                  | Místo                        |
| Afrika, Asie    | Afrika, Asie              | Afrika, Asie          | Afrika, Asie                 |
| --------------- | ------------------------- | --------------------- | ---------------------------- |
| 28/09/1995      | Jeruzalém                 | Izrael                | Sing Sing                    |
| 29/09/1995      | Haifa                     | Izrael                | The End                      |
| 30/09/1995      | Tel Aviv                  | Izrael                | Cinerama Theater             |
| 05/10/1995      | Johannesburg              | Jihoafrická republika | Standard Bank Arena          |
| 07/10/1995      | Durban                    | Jihoafrická republika | Village Green                |
| 09/10/1995      | Kapské Město              | Jihoafrická republika | Good Hope Center             |
| 12/10/1995      | Bejrút                    | Libanon               | Mont La Salle (zrušeno)      |
| Evropa          |                           |                       |                              |
| 14/10/1995      | Athény                    | Řecko                 | Peristeri Stadium            |
| 15/10/1995      | Salonika                  | Řecko                 | Ivanofio                     |
| 16/10/1995      | Sofie                     | Bulharsko             | Hristo Botev Hall            |
| 17/10/1995      | Bukurešť                  | Rumunsko              | Polyvalent Hall              |
| 20/10/1995      | Budapešť                  | Maďarsko              | Petofi Csarnok               |
| 21/10/1995      | Žilina                    | Slovensko             | Sports Hall                  |
| 22/10/1995      | Praha                     | Česko                 | Průmyslový palác             |
| 24/10/1995      | Varšava                   | Polsko                | Torwar Hall                  |
| 25/10/1995      | Toruň                     | Polsko                | Stadion KS Apator            |
| 27/10/1995      | Helsinky                  | Finsko                | House of Culture             |
| 29/10/1995      | Stockholm                 | Švédsko               | Circus                       |
| 30/10/1995      | Oslo                      | Norsko                | Sentrum                      |
| 01/11/1995      | Göteborg                  | Švédsko               | Kåren                        |
| 02/11/1995      | Kodaň                     | Dánsko                | KB Hallen                    |
| 04/11/1995      | Wolverhampton             | Anglie                | Civic Hall                   |
| 05/11/1995      | Glasgow                   | Skotsko               | Barrowlands                  |
| 06/11/1995      | Manchester                | Anglie                | Apollo Theatre               |
| 08/11/1995      | Leeds                     | Anglie                | Town and Country             |
| 09/11/1995      | Newport                   | Wales                 | Newport Centre               |
| 10/11/1995      | Londýn                    | Anglie                | Brixton Academy              |
| Evropa          |                           |                       |                              |
| 12/11/1995      | Kolín nad Rýnem           | Německo               | E-Werk                       |
| 13/11/1995      | Deinze                    | Belgie                | Brielpoort                   |
| 14/11/1995      | Bielefeld                 | Německo               | PC69                         |
| 16/11/1995      | Paříž                     | Francie               | Le Zénith                    |
| 18/11/1995      | Pamplona                  | Španělsko             | Pabellon Anaitasuna          |
| 20/11/1995      | Barcelona                 | Španělsko             | Pavello Olimpic Hall Ebron   |
| 21/11/1995      | Madrid                    | Španělsko             | Real Madrid Pavilion         |
| 22/11/1995      | Cascais                   | Portugalsko           | Pavilhão de Cascais          |
| 24/11/1995      | Granada                   | Španělsko             | Pabellon Ifagra              |
| 26/11/1995      | Turín                     | Itálie                | PalaTorino                   |
| 27/11/1995      | Modena                    | Itálie                | PalaPanini                   |
| 28/11/1995      | Řím                       | Itálie                | Palaeur                      |
| 30/11/1995      | Milán                     | Itálie                | Palatrussardi                |
| 01/12/1995      | Florencie                 | Itálie                | Palasport                    |
| 02/12/1995      | Pordenone                 | Itálie                | Palasport Forum              |
| 03/12/1995      | Bolzano                   | Itálie                | Palaonda                     |
| 05/12/1995      | Ženeva                    | Švýcarsko             | Salle des Fêtes de Thonex    |
| 06/12/1995      | Curych                    | Švýcarsko             | Volkshaus                    |
| 07/12/1995      | Fürth                     | Germany               | Stadthalle                   |
| 09/12/1995      | Hannover                  | Germany               | Capitol                      |
| 10/12/1995      | Lipsko                    | Germany               | Haus Auensee                 |
| 12/12/1995      | Brémy                     | Germany               | Aladin Music Hall            |
| 13/12/1995      | Hamburk                   | Germany               | Docks                        |
| 14/12/1995      | Berlín                    | Germany               | Neue Welt                    |
| 16/12/1995      | Vídeň                     | Rakousko              | Wiener Stadthalle            |
| 17/12/1995      | Mnichov                   | Německo               | Terminal 1                   |
| 19/12/1995      | Stuttgart                 | Německo               | Messe Congress – Zentrum B   |
| 20/12/1995      | Neu Isenburg              | Německo               | Hugenottenhalle              |
| 22/12/1995      | Kolín nad Rýnem           | Německo               | E-Werk                       |
| 23/12/1995      | Zwolle                    | Nizozemsko            | IJsselhal                    |
| 12/01/1996      | Athény                    | Řecko                 | Peristeri Stadium            |
| 13/01/1996      | Athény                    | Řecko                 | Peristeri Stadium            |
| 16/01/1996      | Acireale                  | Itálie                | Palasport                    |
| 17/01/1996      | Neapol                    | Itálie                | Palapartenope                |
| 18/01/1996      | Ancona                    | Itálie                | Palasport                    |
| 19/01/1996      | Brescia                   | Itálie                | Palasport                    |
| 21/01/1996      | Ljubljana                 | Slovinsko             | Hala Tivoli                  |
| 23/01/1996      | Lyon                      | Francie               | Le Transbordeur              |
| 24/01/1996      | Nice                      | Francie               | Théâtre de Verdure           |
| 26/01/1996      | Montpellier               | Francie               | Le Zénith                    |
| 27/01/1996      | Montluçon                 | Francie               | Anthanor                     |
| 28/01/1996      | Nancy                     | Francie               | Le Zénith                    |
| 30/01/1996      | Belfast                   | Severní Irsko         | Maysfield Leisure Centre     |
| 31/01/1996      | Dublin                    | Irsko                 | SFX City Theatre             |
| 02/02/1996      | Nottingham                | Anglie                | Rock City                    |
| Severní Amerika |                           |                       |                              |
| 08/02/1996      | Québec                    | Kanada                | Pavillon de la Jeunesse      |
| 09/02/1996      | Montréal                  | Kanada                | Verdun Auditorium            |
| 11/02/1996      | Toronto                   | Kanada                | R.P.M. Warehouse             |
| 13/02/1996      | Boston, Massachusetts     | USA                   | Avalon                       |
| 14/02/1996      | Providence, Rhode Island  | USA                   | Lupo's Heartbreak Hotel      |
| 16/02/1996      | New York, New York        | USA                   | The Academy                  |
| 17/02/1996      | Filadelfie, Pensylvánie   | USA                   | Electric Factory             |
| 19/02/1996      | Baltimore, Maryland       | USA                   | Hammerjack's                 |
| 20/02/1996      | Old Bridge, New Jersey    | USA                   | Birch Hill Night Club        |
| 21/02/1996      | Harrisburg, Pensylvánie   | USA                   | Metron                       |
| 23/02/1996      | Pittsburgh, Pensylvánie   | USA                   | Metropol                     |
| 24/02/1996      | Detroit, Michigan         | USA                   | Harpo's                      |
| 25/02/1996      | Cleveland, Ohio           | USA                   | Odeon Concert Club           |
| 27/02/1996      | Cincinnati, Ohio          | USA                   | Annie's                      |
| 28/02/1996      | Fort Wayne, Indiana       | USA                   | Pierre's                     |
| 29/02/1996      | Chicago, Illinois         | USA                   | Vic Theater                  |
| 02/03/1996      | Milwaukee, Wisconsin      | USA                   | The Rave                     |
| 03/03/1996      | Minneapolis, Minnesota    | USA                   | Mirage                       |
| 02/03/1996      | St. Louis, Missouri       | USA                   | Mississippi Nights           |
| 05/03/1996      | Atlanta, Georgie          | USA                   | Masquerade                   |
| 07/03/1996      | Orlando, Florida          | USA                   | Embassy                      |
| 08/03/1996      | Fort Lauderdale           | USA                   | The Edge                     |
| 09/03/1996      | Jacksonville, Florida     | USA                   | Shades                       |
| 10/03/1996      | Memphis, Tennessee        | USA                   | 616                          |
| 12/03/1996      | Houston, Texas            | USA                   | Millennium                   |
| 14/03/1996      | San Antonio, Texas        | USA                   | Sneakers                     |
| 15/03/1996      | Dallas, Texas             | USA                   | Deep Ellum Live              |
| 17/03/1996      | Lubbock, Texas            | USA                   | Depot                        |
| 19/03/1996      | Albuquerque, Nové Mexiko  | USA                   | Midnight Rodeo               |
| 20/03/1996      | Denver, Colorado          | USA                   | Ogden Theater                |
| 21/03/1996      | Salt Lake City, Utah      | USA                   | Salt Air                     |
| 23/03/1996      | Seattle, Washington       | USA                   | Off Ramp Cafe                |
| 24/03/1996      | Vancouver                 | Kanada                | Commodore Ballroom (zrušeno) |
| 25/03/1996      | Portland, Oregon          | United States         | Roseland (zrušeno)           |
| 27/03/1996      | Sacramento, Kalifornie    | United States         | The Boardwalk (zrušeno)      |
| 28/03/1996      | San Francisco, Kalifornie | United States         | The Fillmore (zrušeno)       |
| 30/03/1996      | Riverside, Kalifornie     | United States         | Rocking Horse (zrušeno)      |
| 31/03/1996      | Las Vegas Valley, Nevada  | United States         | The Beach (zrušeno)          |
| 01/04/1996      | Phoenix, Arizona          | United States         | Electric Ballroom (zrušeno)  |
| 02/04/1996      | San Diego, Kalifornie     | United States         | Soma (zrušeno)               |
| 04/04/1996      | Los Angeles, Kalifornie   | United States         | The Palace                   |
| 05/04/1996      | Los Angeles, Kalifornie   | United States         | The Palace                   |
| Asie            |                           |                       |                              |
| 11/04/1996      | Tokio                     | Japonsko              | Nakano Sun Plaza Hall        |
| 12/04/1996      | Nagoya                    | Japonsko              | Kinro Kaikan Hall            |
| 14/04/1996      | Fukuoka                   | Japonsko              | Skara Espacio                |
| 16/04/1996      | Ósaka                     | Japonsko              | Kosei Nenkin Kaikan          |
| 17/04/1996      | Tokyo                     | Japonsko              | Kan-i Hoken Hall             |
| 18/04/1996      | Tokyo                     | Japonsko              | Nakano Sun Plaza Hall        |
| Evropa          |                           |                       |                              |
| 22/06/1996      | Kauhajoki                 | Finsko                | Nummirock Festival           |
| 30/06/1996      | Dessel                    | Belgie                | Graspop Metal Meeting        |
| 06/07/1996      | Odense                    | Dánsko                | Midtfyn Festival             |
| 13/07/1996      | Weert                     | Nizozemsko            | Bospop Festival              |
| 09/08/1996      | Murcia                    | Španělsko             | San Javier Football Stadium  |
| 10/08/1996      | Jerez de la Frontera      | Španělsko             | Recinto Ferial de Jerez      |
| 11/08/1996      | Miajadas                  | Španělsko             | Football Stadium             |
| 13/08/1996      | Villarrobledo             | Španělsko             | Municipal Football Stadium   |
| 14/08/1996      | Huesca                    | Španělsko             | Fraga Pabellon Ferial        |
| 16/08/1996      | Colmar                    | Francie               | Parc des Expositions         |
| 17/08/1996      | Cunlhat                   | Francie               | Free Wheel                   |
| Jižní Amerika   |                           |                       |                              |
| 24/08/1996      | São Paulo                 | Brazílie              | Estádio do Pacaembu          |
| 25/08/1996      | Curitiba                  | Brazílie              | Estádio Couto Pereira        |
| 26/08/1996      | Rio de Janeiro            | Brazílie              | Metropolitan                 |
| 27/08/1996      | Porto Alegre              | Brazílie              | Gigantinho (zrušeno)         |
| 29/08/1996      | Santiago de Chile         | Chile                 | Teatro Monumental            |
| 31/08/1996      | Buenos Aires              | Argentina             | Obras Sanitarias Stadium     |
| 01/09/1996      | Buenos Aires              | Argentina             | Obras Sanitarias Stadium     |
| Severní Amerika |                           |                       |                              |
| 04/09/1996      | Mexico City               | Mexiko                | Palacio de los Deportes      |
| 07/09/1996      | Monterrey                 | Mexiko                | Auditorio Coca-Cola          |

## Setlist
1. „Man on the Edge“ (z alba The X Factor, 1995)
2. „Wrathchild“ (z alba Killers, 1981)
3. „Heaven Can Wait“ (z alba Somewhere in Time, 1986)
4. „Lord of the Flies“ (z alba The X Factor, 1995)
5. „Fortunes of War“ (z alba The X Factor, 1995)
6. „Blood on the World's Hands“ (z alba The X Factor, 1995)
7. „Afraid to Shoot Strangers“ (z alba Fear of the Dark, 1992)
8. „The Evil That Men Do“ (z alba Seventh Son of a Seventh Son, 1988)
9. „The Aftermath“ (z alba The X Factor, 1995)
10. „Sign of the Cross“ (z alba The X Factor, 1995)
11. „2 Minutes to Midnight“ (z alba Powerslave, 1984)
12. „The Edge of Darkness“ (z alba The X Factor, 1995)
13. „Fear of the Dark“ (z alba Fear of the Dark, 1992)
14. „The Clairvoyant“ (z alba Seventh Son of a Seventh Son, 1988)
15. „Iron Maiden“ (z alba Iron Maiden, 1980)

Přídavky
1. „The Number of the Beast“ (z alba The Number of the Beast, 1982)
2. „Hallowed Be Thy Name“ (z alba The Number of the Beast, 1982)
3. „The Trooper“ (z alba Piece of Mind, 1983)

## Hudebníci
- Blaze Bayley – zpěv
- Dave Murray – kytara
- Janick Gers – kytara
- Steve Harris – baskytara
- Nicko McBrain – bicí